# Prezydenci Cypru

## Prezydenci Republiki Cypryjskiej
| Osoba | Osoba                               | Osoba   | Kadencja         | Kadencja        | Partia polityczna                |
| #     | Imię i nazwisko                     | Portret | Od               | Do              | Partia polityczna                |
| ----- | ----------------------------------- | ------- | ---------------- | --------------- | -------------------------------- |
| 1.    | Makarios III (Michail Muskos)       |         | 16 sierpnia 1960 | 15 lipca 1974   | -                                |
| -     | Glafkos Kliridis Pełniący obowiązki |         | 23 lipca 1974    | 7 grudnia 1974  | Zjednoczona Partia Demokratyczna |
| 1.    | Makarios III (Michail Muskos)       |         | 7 grudnia 1974   | 3 sierpnia 1977 | -                                |
| 2.    | Spiros Kiprianu                     |         | 3 września 1977  | 28 lutego 1988  | Partia Demokratyczna             |
| 3.    | Jorgos Wasiliu                      |         | 28 lutego 1988   | 28 lutego 1993  | Zjednoczeni Demokraci            |
| 4.    | Glafkos Kliridis                    |         | 28 lutego 1993   | 28 lutego 2003  | Zgromadzenie Demokratyczne       |
| 5.    | Tasos Papadopulos                   |         | 28 lutego 2003   | 28 lutego 2008  | Partia Demokratyczna             |
| 6.    | Dimitris Christofias                |         | 28 lutego 2008   | 28 lutego 2013  | Postępowa Partia Ludzi Pracy     |
| 7.    | Nikos Anastasiadis                  |         | 28 lutego 2013   | 28 lutego 2023  | Zgromadzenie Demokratyczne       |
| 8.    | Nikos Christodulidis                |         | 28 lutego 2023   |                 | Zgromadzenie Demokratyczne       |

## Wiceprezydenci Republiki Cypryjskiej
| Osoba | Osoba           | Osoba   | Kadencja       | Kadencja       | Partia polityczna         |
| #     | Imię i nazwisko | Portret | Od             | Do             | Partia polityczna         |
| ----- | --------------- | ------- | -------------- | -------------- | ------------------------- |
| 1.    | Fazıl Küçük     |         | 3 grudnia 1959 | 18 lutego 1973 | Cypryjska Partia Turecka  |
| 2.    | Rauf Denktaş    |         | 18 lutego 1973 | 15 lipca 1974  | Turecka Organizacja Oporu |